# Seseli tortuosum
Seseli tortuosum là một loài thực vật có hoa trong họ Hoa tán. Loài này được L. miêu tả khoa học đầu tiên năm 1753.